# Cimetière national du camp Butler

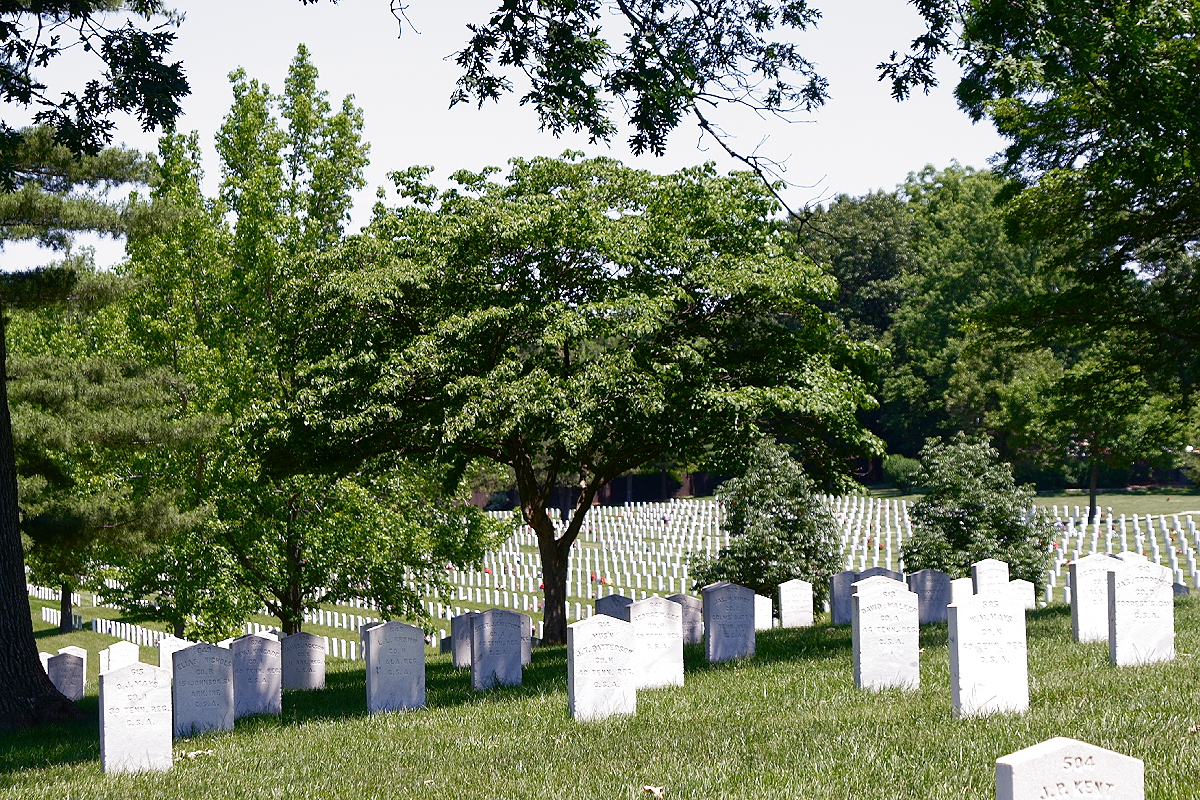
Tombes confédérées

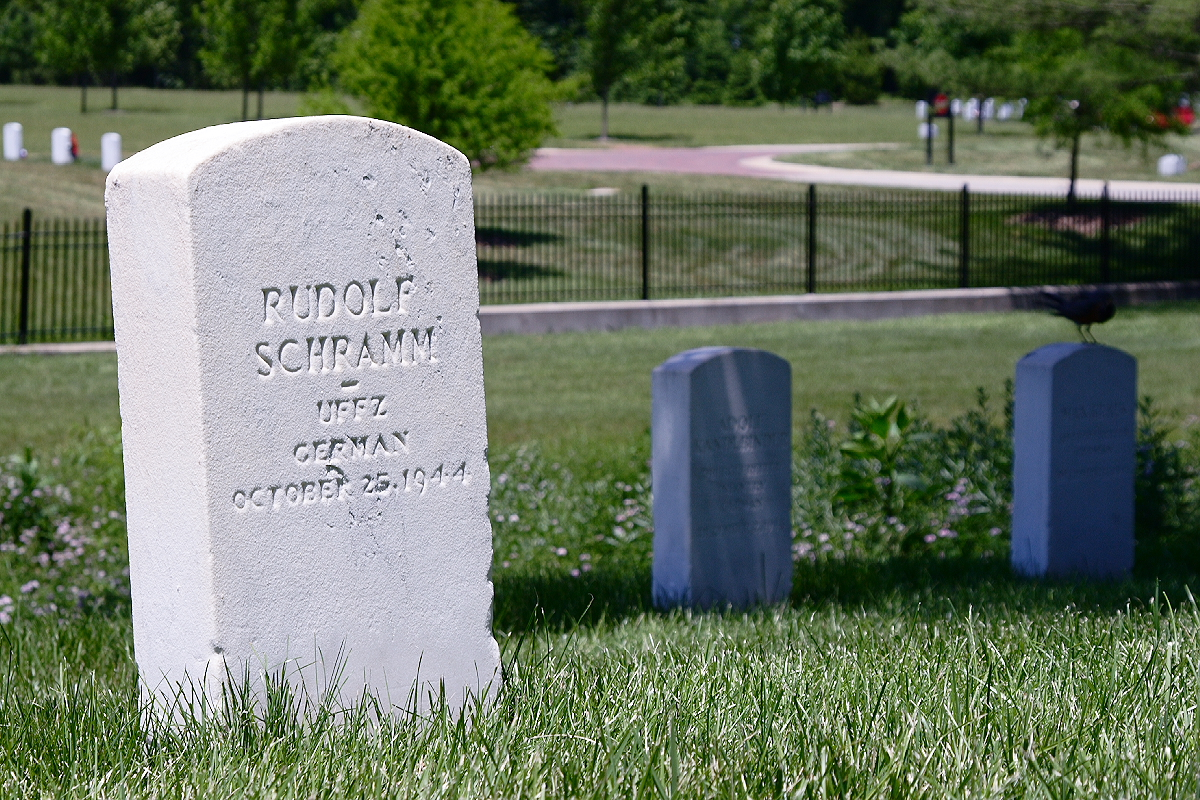
Tombes de prisonniers de guerre allemands

Le cimetière national du camp Butler est un cimetière national des États-Unis situé à quelques kilomètres au nord-est de Springfield et à quelques kilomètres au sud-ouest de Riverton, une petite ville à proximité de Springfield, dans le comté de Sangamon, l'Illinois. Il est nommé en l'honneur du trésorier de l'État de l'Illinois à l'époque de sa création, William Butler. Administré par le département des États-Unis des affaires des anciens combattants, il s'étend sur environ 53 acres (21,4 ha), et contenait 19 824 inhumations à la fin de 2005. Le cimetière national du camp Butler est inscrit sur le Registre national des lieux historiques en 1997.

## Histoire
Au cours de la guerre de Sécession, le camp Butler est le deuxième plus grand camp d'entraînement militaire dans l'Illinois, en second lieu seulement derrière le camp Douglas à Chicago. Après l'appel pour des troupes du président Lincoln en avril 1861, le département à la guerre envoie alors le brigadier général William T. Sherman à Springfield, dans l'Illinois, pour rencontrer le gouverneur de Richard Yates afin de sélectionner un site approprié pour un centre de formation.
Comme le gouverneur de Yates n'est pas familier avec la région autour de Springfield, la capitale de l'État de l'Illinois, il demande l'aide du trésorier de l'État William Butler, qui avec Oziah M. Hatch, secrétaire d'État de l'Illinois, fait une promenade en calèche avec William T. Sherman pour examiner la région à environ 5 et 1/2 miles au nord-est du centre-ville de Springfield. Une zone près de Riverton, en Illinois (alors connue comme « Jimtown », contraction de Jamestown) est sélectionné, et nommé en l'honneur de William Butler. Un centre de formation de l'Union y est officiellement créé le 2 août 1861. À la fin de la guerre, plus de 200000 troupes de l'Union seront passer par le camp de Butler.
Avec les soldats qui ont combattu dans les deux côtés de la guerre de Sécession, les anciens combattants qui ont perdu leur vie dans la guerre hispano-américaine, lors de la première guerre mondiale et la seconde guerre mondiale, la guerre de corée et la guerre du Viêt Nam sont également enterrés au camp Butler. Il y a aussi des prisonniers de guerre allemands et coréens  enterrés, ré-inhumés en provenance d'un cimetière près d'Indianapolis, dans l'Indiana.

### Guerre de Sécession
À l'origine, le camp est conçu pour former et de « rassembler » les troupes de l'Illinois pendant la guerre de Sécession, il devient rapidement un lieu d'accueil d'environ 2 000 soldats confédérés qui ont été faits prisonniers à la suite de la capitulation du fort Donelson, dans le Tennessee, le 16 février 1862.
Un espace est réservé pour l'enterrement des prisonniers de guerre confédérés qui meurent dans le camp. Environ 700 prisonniers meurent en 1862 de la variole et d'autres maladies qui sévissent dans le camp. La situation s'aggrave par les mauvaises conditions de vie des prisonniers, et ils sont enterrés dans leur propre section confédérée du cimetière. Un total de 866 tombes de prisonniers confédérés peuvent être trouvées aujourd'hui dans le cimetière national. Les tombes confédérées se distinguent facilement par des pierres tombales pointues, qui ont été instituées en raison d'une superstition, ce qui empêcherait le diable de s'asseoir sur leurs tombes. Ils sont enterrés côte à côte avec 776 tombes de soldats de l'Union et engagés, faisant un total de 1 642 sépultures de la guerre de Sécession.

## Inhumations notables
- Matelot John H. Catherwood (1888-1930), récipiendaire de la médaille d'honneur pour son action lors de la guerre américano-philippine[1]
- Frank S. Dickson (1876-1953), représentant des États-Unis[2]
- Colonel Otis B. Duncan (1873-1937), officier afro-américain le plus gradé de la Première guerre mondiale
- Ray Ramsey (1921-2009), joueur de football professionnel[3]